# はじめまして!一番遠い親戚さん
『はじめまして!一番遠い親戚さん』（はじめまして!いちばんとおいしんせきさん）は、日本テレビ系列で2018年から不定期の主に祝日に放送されている特別番組・バラエティ番組である。

## 概要
芸能人の遠い遠い親戚は今何をしているのか?どんな人なのか?誰か有名な人なのか?それを調べていく。
民法上での「親戚」は「6親等内の血族」(民法第725条)だが、本番組では20親等や、20親等の人の配偶者やその実家関係者などのゲストと血縁関係の無い人も便宜上「親戚」として取り上げている。

## 出演者

### MC
- 相葉雅紀（嵐）

### 過去のMC
- 小峠英二（パイロット版、バイきんぐ）
- 川田裕美（パイロット版）

### スタジオゲスト
パイロット版
- 西村瑞樹（バイきんぐ）
- 中川翔子

第1弾
- 斎藤工
- 陣内智則
- 羽鳥慎一
- 宮川大輔
- 吉田沙保里
- IKKO

第2弾
- 宮川大輔
- DAIGO（BREAKERZ）
- 武田真治
- 壇蜜
- 千葉雄大
- 渡部建（アンジャッシュ）
- 加山雄三

第3弾
- 黒木瞳
- 陣内智則
- DAIGO
- ミキ（昴生・亜生）
- 森泉
- ゆりやんレトリィバァ

第4弾
- 京本大我（SixTONES）
- 陣内智則
- DAIGO
- 武田鉄矢
- 田村淳（ロンドンブーツ1号2号）
- 松丸亮吾
- 峯岸みなみ

第5弾
- 大竹しのぶ
- 小澤征悦
- 菊池風磨（Sexy Zone[注 1]）
- 北村匠海（DISH//）
- 倖田來未
- 陣内智則
- DAIGO
- 谷原章介

第6弾
- 石原良純
- 佐藤栞里
- 福田麻貴（3時のヒロイン）
- 菊池風磨
- DAIGO
- 陣内智則

第7弾
- 小泉孝太郎
- 尾上松也
- ガンバレルーヤ（よしこ・まひる）
- 風間俊介
- 陣内智則
- DAIGO
- 羽鳥慎一
- ファーストサマーウイカ

第8弾
- 片寄涼太（GENERATIONS）
- 佐野勇斗（M!LK）
- 松田元太（Travis Japan）
- IKKO
- 尾上松也
- 神田愛花
- 陣内智則
- ハイヒール（リンゴ・モモコ）
- 羽鳥慎一
- 吉村崇（平成ノブシコブシ）

## 放送リスト
| 回 | 放送日         | 放送時間（JST）   | 備考                               |
| -- | -------------- | ----------------- | ---------------------------------- |
| -  | 2018年8月12日  | 日曜13:15 - 14:15 | 『サンバリュ』枠で放送             |
| 1  | 2019年8月13日  | 火曜19:00 - 20:54 |                                    |
| 2  | 2020年2月11日  | 火曜19:00 - 20:54 |                                    |
| 3  | 2021年2月23日  | 火曜19:00 - 20:54 |                                    |
| 4  | 2021年9月20日  | 月曜19:00 - 21:00 |                                    |
| 5  | 2022年1月2日   | 日曜21:00 - 22:54 | テレビ大分・テレビ宮崎も同時ネット |
| 6  | 2022年8月10日  | 水曜19:00 - 21:00 |                                    |
| 7  | 2023年8月15日  | 火曜19:00 - 21:00 | ※一部系列局は20:54飛び降り         |
| 8  | 2024年10月22日 | 火曜19:00 - 21:00 |                                    |

## スタッフ
- 演出：山森正志（イーストE→E&W→イースト、第5弾 - 、第4弾まではプロデューサー兼務）
- ナレーション：野沢雅子（第1 - 5･7弾 - ）、江原正士
- 構成：水野将良、永井孝裕、清山智之（清山→第5弾 - ）
- TM：岡田直紀（第8弾）
- SW：津野祐一（第3弾 - ）
- CAM：西阪康史（第1弾 - ）
- MIX：滝口祐造（第1弾 - ）
- VE：向山江梨佳（第8弾）
- 照明：市川朋樹（第8弾）
- 美術：高塚敏史、稲本浩（高塚→第8弾、稲本→第1弾 - 、第1･2弾は美術プロデューサーと表記）
- デザイン：田澤奈津美（第1 - 4･8弾、第1 - 4弾は美術デザインと表記）
- 美術協力：日テレアート（第1弾 - ）
- 編集：金児良介
- MA：横山圭美
- 音効：高島慎太郎、高津浩史
- 技術協力：ヌーベルバーグ、NiTRO、インターナショナル クリエイティブ、Caravan、ヌーベルアージュ（共に第1弾 - ）
- CG：本田貴雄（第7弾 - ）
- 画像協力：アフロ（第4･8弾、パイロット版は協力、第5弾は写真協力、第6弾は映像協力、第7弾は映像・写真）
- 監修：行政書士 加賀こうえつ事務所（第1弾 - ）、行政書士 丸山学（第8弾）
- 歴史監修：町田明広（第8弾）
- 取材協力：調布市武者小路実篤記念館（第8弾）
- デスク：阿部絵里子（第1弾 - ）
- TK：山沢啓子（第1弾 - ）
- ディレクター：高瀬嗣礼、福永忠史、和田彩、坂本篤、四戸美穂、栗本沙希子 / 安谷岳、松若和征、新田海、木村優介（和田・坂本→第1弾 - 、福永→第4弾 - 、四戸→第5弾 - 、栗本→第6弾 -  (第6弾は希子名義) 、安谷・松若・新田・木村→第8弾）
- プロデューサー：國谷茉莉 / 本多里子（RUMBLEBEEinc.）、永辻貴子（acro）、阿部友紀（本多→第1弾 - 、パイロット版はキャスティングプロデューサー、永辻→第5弾 - 、阿部→第6弾 - ）
- チーフプロデューサー：石村修司（第8弾）
- 制作協力：イースト（第8弾 - 、第1 - 3弾はイースト・エンタテインメント、第4 - 7弾はE&Wと表記）
- 製作著作：日本テレビ

### 過去のスタッフ
- TM：望月達史（第1 - 6弾）、村上正（第7弾）
- TD：大塚孝輔（パイロット版）
- SW (第1弾 - ) ：渡辺滋雄（第1･2弾）
- カメラ：中島大樹（パイロット版）
- VE：岩瀬靖生（パイロット版）、佐久間治雄（第1･2･4･7弾）、飯島友美（第3･5弾）、天内理絵（第6弾）
- 照明：千葉雄（第1 - 4･7弾）、名取孝昌（第5弾）、小川勉（第6弾）
- 美術：滋田由布子（第1 - 5弾 (第1弾は奈津美名義) 、第1･2弾は美術プロデューサーと表記）、髙野泰人（第6･7弾）
- 美術デザイン：本田恵子（第5弾）、高木智恵子（第6弾）、山本莉子（第7弾）
- 美術協力：フジアール（パイロット版）
- 技術協力：J-Crew、Jeen、きさくや（共にパイロット版）
- イラスト：中村サトル（第5･6弾）、株式会社リトルベア（第7弾）
- 映像協力：日本音楽財団（第3弾）、公益社団法人 畜産技術協会、株式会社農林放送事業団（共に第5弾）、AFP、ロイター（共に第6弾）
- 写真協力：PIXTA、根津美術館、武蔵学園広報室、ピーアンドピー浜松（共に第5弾、PIXTA→第1･2弾は資料協力、第4弾は画像協力）
- 資料協力：ゲッティ（第1弾、パイロット版は協力）、マツダ映画社（第1･2弾）
- 撮影協力 (第1弾 - ) ：根津神社（第1弾）、慶應義塾大学、国立国会図書館（共に第2弾）、大分県竹田市、瀧廉太郎記念館（共に第3弾）、学校法人北里研究所北里柴三郎記念室、国東市 三浦梅園資料館（共に第4弾）、東京都北区シティプロモーション推進担当課（第7弾）
- 取材協力：小国町、米田印刷（共に第4弾）
- 協力：ジャニーズ事務所（当時、第1 - 7弾） / 中村敏彦、CANNO HIDEO、コンテンツリーグ（共にパイロット版）
- コーディネーター：Top Spin Creative Corporation（第3弾）
- 歴史監修：滝口正哉（第5弾）、大石学（第5 - 7弾）、小和田哲男（第6･7弾）、内田吉哉、佐伯智広（共に第7弾）
- TK：田村結（パイロット版）
- デスク：皆川由香（パイロット版）
- AD：伊東大吾、池上知江（共にパイロット版）、鈴木裕介（第1･2弾）、遠藤駿（第1･2･4弾、第3弾はディレクター）、鴨下真依（第2･3弾）、奥田直貴、工藤真澄、松田直人、中村朱里（共に第3弾）
- キャスティングプロデューサー：長谷山純子（パイロット版）
- ディレクター：乾陽介（第1 - 5弾）、柳瀬寿明、川俣和也（共に第3弾まで）、北圭吾（第7弾まで）、谷侑輔（第2弾）、山崎洋平、大芦奈央、後藤孝道（共に第5弾、山崎・大芦→第4弾はAD）、中野聡 / 岸本有斐、金岡七星（共に第5･6弾、岸本→第4弾はAD）、西村和希（第6弾）、早坂夏希、荊尾とも、中野彩香、澤田茉歩（共に第7弾）
- プロデューサー：長田宙（パイロット版）、古殿香織（第1･2弾）、梅野麻未（第1 - 3弾、パイロット版はキャスティングプロデューサー）、中田敦子（第3弾）、小黒みやこ（THE WORKS、第4弾）、内田智子（RUMBLEBEEinc.）、中村紀史（えすと）（内田・中村→第4 - 7弾）、斉藤嘉久（当時：E&W、第5弾）
- チーフプロデューサー (第1弾 - ) ：道坂忠久（第1･2弾）、江成真二（第3 - 6弾）、倉田忠明（第7弾）
- 制作：田中宏史（パイロット版）